# Grupo 43 (grupo antifascista)
El Grupo 43 fue un grupo antifascista británico creado por exmilitares judíos después de la Segunda Guerra Mundial. Lo hicieron cuando, al regresar a Londres, se encontraron con organizaciones fascistas británicas como la Liga Británica de Exmilitares de Jeffrey Hamm y más tarde el nuevo partido fascista de Oswald Mosley: el Movimiento Sindical. Las actividades de estos grupos fascistas incluían discursos antisemitas en lugares públicos y, por parte de las bases fascistas, ataques violentos contra judíos de Londres y propiedades judías. Los miembros del grupo disolvieron reuniones de extrema derecha, se infiltraron en grupos fascistas y atacaron a los fascistas en peleas callejeras.
Su periódico, On Guard, se publicó entre 1947 y 1949.

## Historia temprana y actividades
El nombre "Grupo 43" proviene de la cantidad de personas que había en la sala de Maccabi House (un centro deportivo judío en Hampstead, Londres) durante la reunión fundadora del grupo en abril de 1946. Entre quienes convocaron la reunión inicial se encontraban:
- Morris Beckman, sirvió en la Marina Mercante durante la Segunda Guerra Mundial. Sobrevivió a dos ataques con torpedos durante la guerra.
- Gerald Flamberg, campeón de boxeo de peso mediano y miembro del Batallón 156. Flamberg ganó la Medalla Militar en Arnhem durante la Operación Market Garden.[5][6]
- Leonard Sherman, experto en artes marciales y miembro de la Guardia Galesa.
- Alec Carson, quien voló aviones de caza Hawker Hurricanes en la Batalla de Inglaterra.

La organización tenía dos objetivos: impedir las actividades fascistas mediante la fuerza física si fuera necesario, y presionar al Parlamento para que tipificara como delito la incitación racial.
Vidal Sassoon, de 17 años, se unió al grupo y luego se unió a las Fuerzas de Defensa de Israel para luchar en la guerra árabe-israelí de 1948. Más tarde, Sassoon fundó una empresa multinacional de peluquería.
La membresía inicial era de alrededor de 300 personas. El grupo creció hasta incluir a cientos de hombres y mujeres, no todos judíos. Muchos de ellos habían sido condecorados por su valentía, incluido el VC (suboficial Tommy Gould ), el DSO, el DFC, el DSM y el MM. 
El grupo publicó On Guard, de julio de 1947 a diciembre de 1949, un periódico antifascista que a menudo publicaba información recopilada por espías del Grupo. Además de cubrir las actividades de Oswald Mosley y los fascistas británicos, On Guard informó sobre las actividades de los fascistas en todo el mundo y las injusticias racistas en países como Estados Unidos y Sudáfrica.

## Relación con otras organizaciones
Las organizaciones judías establecidas, como la Junta de Diputados de Judíos Británicos, consideraban que el Grupo 43 era contraproducente. La Junta de Diputados de Judíos Británicos temía que las actividades del Grupo 43 pudieran dañar la reputación de la comunidad judía, especialmente a la luz de los actos terroristas y la guerra de guerrillas llevada a cabo por grupos sionistas militantes como el Irgun en el Mandato Británico de Palestina. Sin embargo, también tuvo partidarios destacados, tanto políticos como sociales. Diputados laboristas de izquierda como D. N. Pritt, John Platt-Mills y Woodrow Wyatt fueron fervientes partidarios, mientras que los gigantes del entretenimiento Jack Solomon y Bud Flanagan donaron regularmente importantes sumas a la organización.
Sin embargo, el Grupo 43 nunca intentó reemplazar a los grupos más tradicionales que preferían el debate y la discusión, pero que no habían logrado detener al BUF, en parte debido a la falta de cooperación del entonces Ministro del Interior, James Chuter Ede. Más bien, el Grupo 43 intentó impedir que el Movimiento Sindical se movilizara y reuniera apoyo, recordando que el Partido Nazi había ganado prominencia de manera similar a las Camisas Pardas en las calles de la Alemania posterior a la Primera Guerra Mundial.

## Disolución e impacto
El Grupo 43 se disolvió voluntariamente el 4 de junio de 1950, cuando varias organizaciones judías y miembros influyentes consideraron que la amenaza inmediata había pasado.  Aunque el Movimiento Sindical de Mosley se mantuvo activo durante toda la década de 1950, no fue hasta 1962, cuando Colin Jordan y su Movimiento Nacional Socialista desplegaron una enorme pancarta en Trafalgar Square con las palabras "Liberar a Gran Bretaña del control judío", que los antiguos miembros del grupo 43 formaron el Grupo 62 a imagen del grupo anterior y los fascistas británicos volvieron a encontrar una resistencia significativa organizada de forma privada en las calles.
El efecto general del Grupo 43 no está claro. Morris Beckman sostuvo que era crucial para detener el resurgimiento del fascismo en la Gran Bretaña de la posguerra. El grupo 43 fue sin duda una inspiración para otros grupos antifascistas militantes como el Grupo 62 y Acción Antifascista.

## Legado
En 2004, el grupo fue el tema del programa A Rage in Dalston de BBC Radio 4, parte de la serie The Archive Hour.
En septiembre de 2015, se anunció que BBC2 y NBC estaban codesarrollando una serie dramática de seis partes junto con los miembros sobrevivientes de The 43 Group y producida por The Tenafly Film Company y Tiger Aspect Drama,  pero la serie no se realizó. 

## Marcador histórico
Colocado por la Sociedad Judía Americana para la Preservación Histórica, Sucursal del Reino Unido, organizada por Martin Sugarman, financiada por Jerry Klinger (JASHP) y la Asociación de Exmilitares Judíos, en el sitio de la sede del Grupo 43. El marcador está ubicado aproximadamente a 1/4 de milla de Trafalgar Square en Londres.

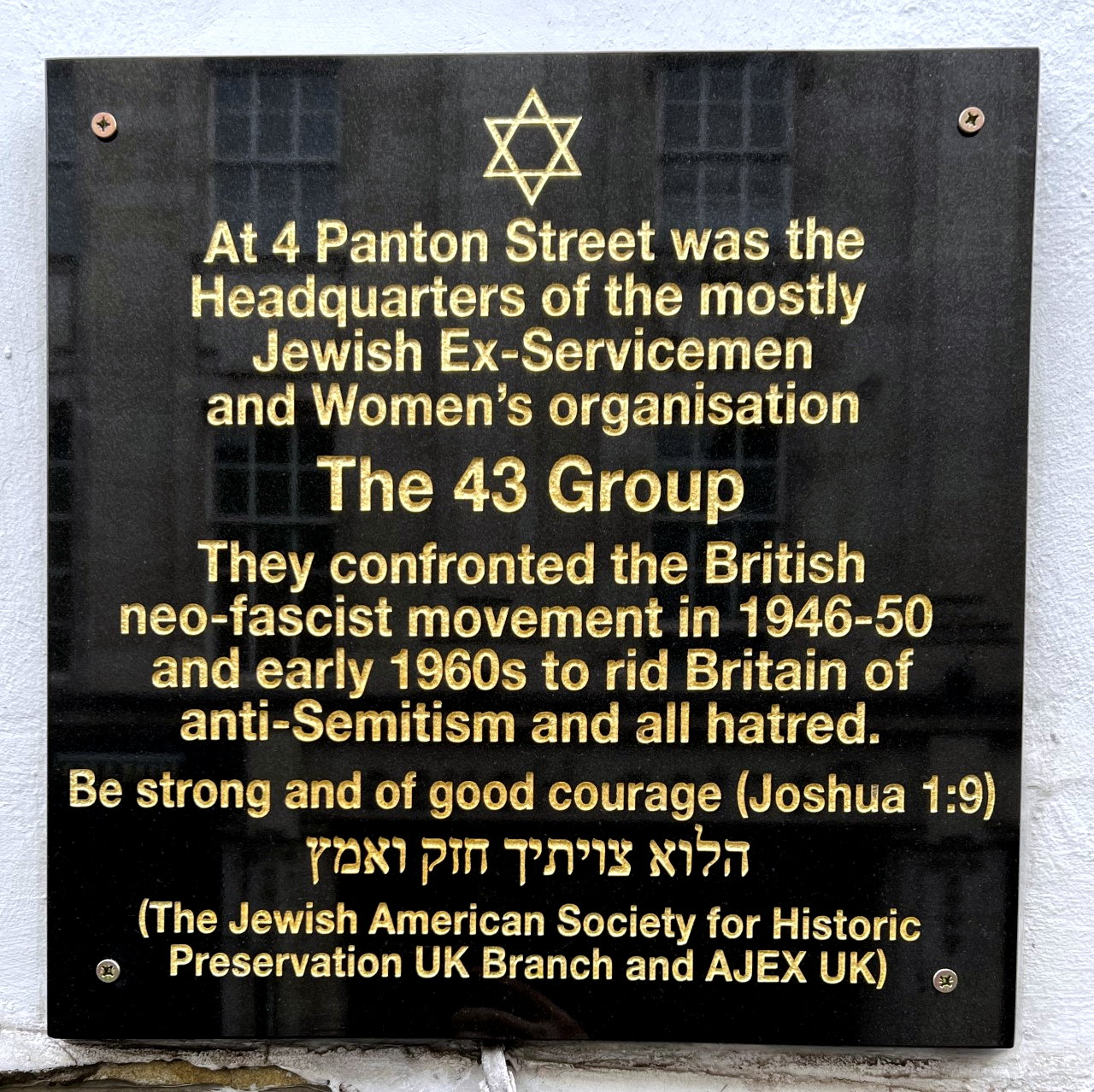
Combatientes judíos antifascistas británicos posteriores a la Segunda Guerra Mundial

«En el número 4 de la calle Panton se encontraba la sede del Grupo 43, una organización de exmilitares, mayoritariamente judía. Se enfrentaron al movimiento neofascista británico entre 1946 y 1950, y a principios de la década de 1960, para erradicar el antisemitismo y el odio en Gran Bretaña. ¡Sé fuerte y valiente! (Josué 1:9). Hebreo (Sociedad Judía Americana para la Preservación Histórica, sucursal del Reino Unido y AJEX Reino Unido)».

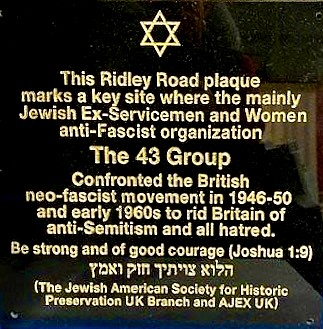
Ridley Rd 2

En diciembre de 2023, la Sociedad Judía Estadounidense para la Preservación Histórica, sucursal del Reino Unido, junto con la Asociación de Exmilitares Judíos, organizada por Martin Sugarman, colocó el marcador de Ridley Rd. La zona de Ridley Road fue el área clave donde el odio, la intolerancia y el racismo del movimiento neonazi/fascista británico fueron confrontados por el Grupo 43.
El texto dice:
«Esta placa de Ridley Road marca un lugar clave donde la organización antifascista 'El Grupo 43', compuesta principalmente por exmilitares y exmilitares judíos, se enfrentó al movimiento neofascista británico entre 1946 y 1950 y a principios de los años 1960 para erradicar el antisemitismo y el odio en Gran Bretaña.
Sé fuerte y valiente (Josué 1:9) (Sección del Reino Unido de la Sociedad Judía Americana para la Preservación Histórica y AJEX Reino Unido)» 